# David Silverman
David Silverman, född 15 mars 1957 i New York City i New York, är en amerikansk animatör, som bland annat regisserat ett flertal avsnitt av den tecknade komediserien Simpsons, där han under flera år arbetade som handledare för animationen, och arbetade dessutom som animatör på Simpsons-kortfilmerna som gick på The Tracey Ullman Show.

## Tidig karriär
Silverman studerade konst på University of Maryland, College Park i två år. Sedan började han på UCLA där han hade animering som huvudämne.
Den 26 december 1990, i början av sitt arbete med Simpsons, var han ett ämne i det amerikanska frågesportsprogrammet Tell the Truth.

## Simpsons
Silverman har fått stor del av äran för att vara den som skapade de flesta "reglerna" för hur man ska rita Simpsons. Under eftertexterna i avsnittet "Goo Goo Gai Pan" gav han en snabb lektion i hur man ritar Bart Simpson, och han är en flitig talare på kommentatorspåren på DVD-skivorna med Simpsons. En bild föreställande honom ses i "The Itchy & Scratchy & Poochie Show", där han är animatören som ritade Poochie (tillsammans med en rad figurer föreställande de andra Simpsonstecknarna). I avsnittet "The Simpsons 138th Episode Spectacular" krediterades han som Pound Foolish. Silverman regisserade även The Simpsons: Filmen som hade premiär 27 juli 2007. Han lämnade Simpsons för att regissera Vägen till El Dorado. Bland hans andra filmer kan nämnas Monsters, Inc. För närvarande arbetar han som rådgivande producent och tillfällig regissör.

## Avsnitt avThe Simpsonsregisserade av Silverman
- "Simpsons Roasting on an Open Fire"
- "Bart the Genius"
- "Bart the General"
- "Life on the Fast Lane"
- "Some Enchanted Evening"
- "Bart Gets an F"
- "Treehouse of Horror" (endast delen "The Raven" (Korpen))
- "Bart vs. Thanksgiving"
- "The Way We Was"
- "Old Money"
- "Blood Feud"
- "Black Widower"
- "Homer's Triple Bypass"
- "Krusty Gets Kancelled"
- "Treehouse of Horror IV"
- "Another Simpsons Clip Show"
- "Homie the Clown"
- "Mother Simpson"
- "The Simpsons 138th Episode Spectacular" (som Pound Foolish)
- "Treehouse of Horror XIII"
- "Treehouse of Horror XV"
- "Treehouse of Horror XVI"
- "Treehouse of Horror XVII" (med Matthew Faughnan)
- "The Man Who Came to Be Dinner"

## Stil
Silvermans regi och animering är känd för sin energi, vassa timing, djärva användning av konstruktionsdetaljer och ett ofta komplext agerande, innehållande uttryck och attityder som inte sällan är verklighetsfrämmande, emotionellt specifika eller väldigt överdrivna. Det påminner ofta om verk av Ward Kimball, Tex Avery, Bob Clampett och Chuck Jones. Hans mest produktiva period kan grovt indelat sägas ha börjat med "Tracy Ullman"-programmen och slutat med seriens åttonde säsong, då han animerade Homers psykedeliska dröm i "El Viaje Misterioso de Nuestro Jomer (The Mysterious Voyage of Homer)". Bland andra kända exempel på Silvermans arbete med Simpsons kan nämnas Homers hjärtattack i "Homer's Triple Bypass", Krustys vredesutbrott på hästen han satsade på i "Krusty Gets Kancelled", Homers sinnessjuka hysteri över målningen av några pokerspelande hundar i "Treehouse of Horror IV", den liknande, men ännu mer rubbade parodin på Jack Nicholsons karaktär i The Shining i "Treehouse of Horror V", samt Homers arketypiska, seriefigursliknande reaktion på Barts medicin Focusyn i "Brother's Little Helper".

## Klutter!
Tillsammans med Savage Steve Holland skapade Silverman Klutter! för Fox Kids. Den producerades av Fox Kids Company, Savage Studios Ltd och Film Roman. Den var en del av Eek! Stravaganzas fjärde säsong 1995-96. Den höll på i ett år med åtta avsnitt från 9 september 1995 till 14 april 1996.

## Campusbesök
Silverman har besökt många collegecampus (universitetsområden) och talat om sina erfarenheter som animatör och sina många år som regissör och producent av Simpsons. Han berättar även om sina tidigaste erfarenheter på animeringsområdet, med arbeten på program som Turbo Teen och ett tecknat program med Mr. T. Han berättar vidare om tiden då han övervägde att sluta med animering för att helt ägna sig åt tecknade serier, då han erbjöds att börja animera åt The Tracey Ullman Show. Han har påpekat att han och hans medarbetare Wes Archer och Bill Kopp började arbeta med Simpsons-kortfilmerna den 23 mars 1987.
Silverman går sedan vidare med produktionen av Simpsons, programmets utveckling och dess karaktärer, och blandade programfakta och trivialiteter. Ibland visar han animeringar från programmet, bortklippta scener och personliga favoritscener och sekvenser, samtidigt som han ger bakgrundsinformation. Han avslutar med handritade sketcher inför publiken.

## Musik
Silverman spelar tuba och har uppträtt på evenemang som Burning Man, och den 23 juni 2006 spelade han på en brinnande sousafon på The Tonight Show. I början av 1980-talet var han medlem i UCLA Bruin Marching Band Sousaphone Section.

### Översatt
Den här artikeln är helt eller delvis baserad på material från engelskspråkiga Wikipedia, tidigare version.